# Трејси Лордс
Трејси Лордс (енгл. Traci Lords; Стубенвил, 7. мај 1968), право име Нора Луиз Кузма (енгл. Nora Louise Kuzma), је америчка глумица, продуцент, редитељ, писац и певачица.

## Каријера
Филмску каријеру је почела као глумица у порно-филмовима. Први порно-филм снимила је са 15 година. Касније је почела да глуми у телевизијским и нискобуџетним филмовима. Познати глумци са којима је сарађивала: Џони Деп (Плачљивко), Весли Снајпс (Блејд), Дензел Вошингтон (Виртуозност) и други.

## Приватни живот
У октобру 2007. године са 39 година Трејси је родила сина коме је дала име Џозеф Гунар.

## Филмографија
| Улоге  |               |               |                        |          |
| Година | Српски назив  | Изворни назив | Улога                  | Напомена |
| 1990.  | Плачљивко     |               | Ванда                  |          |
| 1995.  | Мелроуз Плејс |               | Рики                   |          |
| 1995.  | Виртуозност   | Virtuosity    | певачица у Медија зони |          |
| 1997.  | Неш Бриџиз    | Nash Bridges  | Шин Колинс             |          |
| 1998.  | Блејд         | Blade         | Ракел                  |          |